# Willendorf
Willendorf är en ort och kommun  i Österrike. Den ligger i distriktet Neunkirchen i förbundslandet Niederösterreich, 50 kilometer söder om huvudstaden Wien.
Kommunen består av fyra orter (Ortschaften) (inom parentes invånarantal 1 januari 2024):
- Dörfles (122)
- Rothengrub (95)
- Strelzhof (69)
- Willendorf (688)